# Lonchitis hirsuta
Lonchitis hirsuta är en ormbunkeart som beskrevs av Carolus Linnaeus. Lonchitis hirsuta ingår i släktet Lonchitis och familjen Lonchitidaceae. Inga underarter finns listade.